# 小坂貴志
小坂 貴志（こさか たかし、1965年 - ）は、日本の英語教育学者、神田外語大学教授。

## 略歴
1987年青山学院大学文学部卒業。2001年デンヴァー大学大学院博士課程単位取得。日本アイ・ビー・エム株式会社（システム・インテグレーション）勤務、モントレー国際大学大学院助教授、2005年立教大学経営学部特任助教授、2007年特任准教授（英語コミュニケーション）を経て、神田外語大学外国語学部英米語学科教授となる。異文化コミュニケーション。

## 著書
- 『状況別・場面別英語にするとこうなる使える口語表現』ベレ出版 2000
- 『理系のための英語文献の探し方・読み方 インターネット時代の検索・読解ガイド』講談社 (ブルーバックス)2000
- 『失敗から学ぶ基礎英語』2001 ちくま新書
- 『インターネット検索術 調べモノに断然強くなる』研究社出版 2001
- 『今日から仕事に使える英語』2001 (ちくま新書)
- 『<英→日>技術翻訳のA to Z』研究社 2002
- 『パソコン様IT英語を教えて! パソコンにまつわる様々な事象から学ぶ』ソフト・リサーチ・センター(IT英語を教えて!シリーズ)2003
- 『勝ち組メールの法則 国際ビジネス成功の第一歩』光文社 2004
- 『理系のためのTOEIC学習法 正解率を上げる16の法則』講談社(ブルーバックス)2004
- 『サイトラでモノにする英語マッハ読み』研究社 2004
- 『90分で学べるSEの英語力』日経BP社 2005
- 『異文化コミュニケーションのA to Z 理論と実践の両面からわかる』研究社 2007
- 『お金を使わない英語勉強法』2007 PHP新書
- 『ネイティブの耳になる!世界最強のリスニング』ジャパンタイムズ 2011
- 『英語でつけるビジネス手帳』中経出版 2012
- 『異文化対話論入門 多声性とメディアのコミュニケーション』研究社 2012
- 『現代対話学入門 政治・経済から身体・AIまで』明石書店 2017
- 『異文化コミュニケーションのA to Z 理論と実践の両面からわかる』研究社 2017

### 共著
- 『今日から使えるビジネススピーチ』デイビッド・E.ウェバー共著 アルク 1998
- 『ビジネス英文電子メール作成百科』デーナ・ラッセル共著 産能大学出版部 1999
- 『ソフトウェアローカリゼーション実践ハンドブック 海外ソフトウェア開発の現場から』板垣政樹, 大野由美共著 ソフト・リサーチ・センター 1999
- 『誰も教えてくれなかったIT英語 海外ITエンジニアはこう話す!』板垣正樹共著 ソフト・リサーチ・センター 2002
- 『英語でホームページをつくる』辰尾ひろみ, 買手伸枝,吉田和代共著 ベレ出版 2002
- 『SEのためのIT英語入門』板垣政樹共著 翔泳社(SEの現場シリーズ)　2003
- 『<日→英>技術翻訳のA to Z』板垣政樹共著 研究社 2003
- 『TOEICテストリーディング読走のルール』松本茂監修, ブライアン岸共著 旺文社 2004
- 『アメリカの小学校教科書で英語を学ぶ』小坂洋子共著 ベレ出版 2005
- 『ビジネスで使える英語の1分間スピーチ』ジョン・ワンダリー共著 研究社 2006
- 『とっさのときに困らない英語の30秒スピーチ』ヒース・ローズ共著 研究社 2010 (CD book)
- 『〈オフィス英語〉All in One』ヒース・ローズ共著 ジャパンタイムズ 2010 (ビジネスquick English)
- 『会話上手になるための英会話の鉄則 誰とでも楽しく会話が続けられる!』朴シウォン共著 研究社 2011
- 『プレゼンを100%成功させる!!ITエンジニアの英語』板垣政樹共著 秀和システム 2013
- 『ITプロジェクトの英語』塚本俊共著 ジャパンタイムズ 2015 (ビジネスエキスパートEnglish)

### 翻訳
- ジュアン・アントニオ・フェルナンデス, ローリー・アン・アンダーウッド『チャイナCEO 多国籍企業20社のCEOが語る中国体験と助言』大槻恵一, 徳永富美恵, 西田万里子, 橋本惠美子, 前田高昭, 村田勝利訳, 監訳 バベルプレス 2008